# 利涅拉克
利涅拉克（法語：Ligneyrac，法語發音：[liɲeʁak]）是法国科雷兹省的一个市镇，位于该省南部，属于布里夫拉盖亚尔德区。

## 地理
利涅拉克（45°3'7"N, 1°37'7"E）面积8.36 平方千米，位于法国新阿基坦大区科雷兹省，该省份为法国中南部省份，北起上维埃纳省和克勒兹省，西接多爾多涅省，南至洛特省，东临多姆山省和康塔爾省。
与利涅拉克接壤的市镇（或旧市镇、城区）包括：诺阿亚克、科隆日拉鲁日、萨亚克、卡瓦尼亚克、蒂雷讷、克雷桑萨克-萨拉扎克。

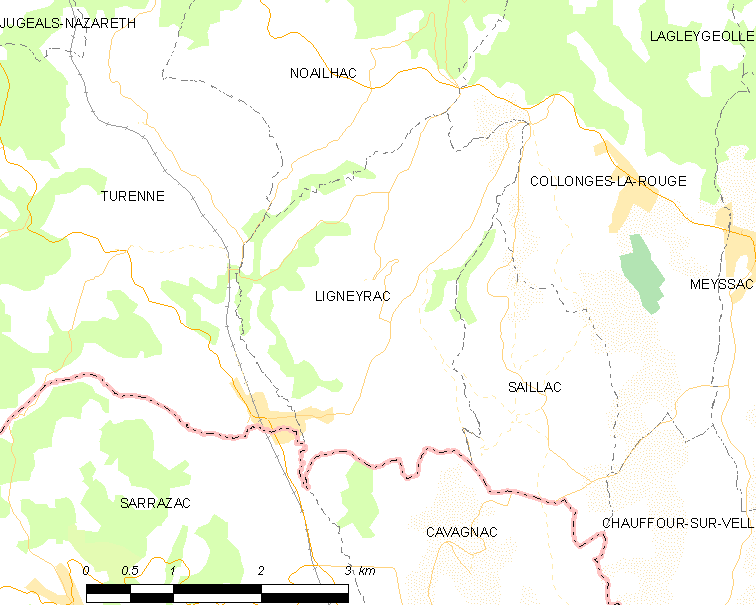
利涅拉克的OSM定位图

利涅拉克的时区为UTC+01:00、UTC+02:00（夏令时）。

## 行政
利涅拉克的邮政编码为19500，INSEE市镇编码为19115。

## 政治
利涅拉克所属的省级选区为科雷兹南部县。

## 人口

1962-2008年间利涅拉克人口变化图示

利涅拉克于2022年1月1日时的人口数量为293人。